# Mistrovství světa silničních motocyklů
MotoGP je seriál motocyklových závodů. Již tradičně je rozdělen do několika kategorií, dnes jsou to třídy MotoE, Moto3, Moto2 a MotoGP. Poslední jmenovaná třída je pokládána za vrchol motocyklového sportu. Dnes je podle ní pojmenován i celý šampionát, ačkoli se jedná spíše o marketingové označení vlastníka komerčních práv Dorna Sports. 
Oficiální název, který používá Mezinárodní motocyklová federace (FIM), zní „FIM Road Racing World Championship Grand Prix“. Jednotlivé závody jsou označovány jako „Grand Prix“ (velká cena). Motocykly, na kterých zde jezdci závodí, se nevyrábějí sériově, ačkoli dnes již mají některé součásti, které ze sériových motocyklů vycházejí, například motory.

## Historie
Jedná se o nejstarší motoristické mistrovství světa, první ročník se konal již v roce 1949 (mistrovství světa formule 1 bylo založeno o rok později). Žádný z českých jezdců toto mistrovství nikdy nevyhrál, ale za nejúspěšnější jezdce mohou být považováni František Šťastný, Gustav Havel, Bohumil Staša a Stanislav Malina (50.–70. léta). Současně jediným českým účastníkem Mistrovství světa je Filip Salač (Moto2) poté, co v průběhu zimní přestávky mezi sezónami 2019 a 2020 oznámili svůj konec v Mistrovství světa jak Karel Abraham (MotoGP), tak Jakub Kornfeil (Moto3).
Závod Grand Prix ČR se v rámci MotoGP jezdil mezi roky 1965–1982 a 1987–2020. Masarykův okruh v Brně má za sebou nejvíce závodů motocyklového šampionátu v historii tohoto sportu po TT Circuit Assen. Od roku 2025 se Grand Prix ČR bude znovu konat, smlouva je dohodnutá na pět let.

## Přehled

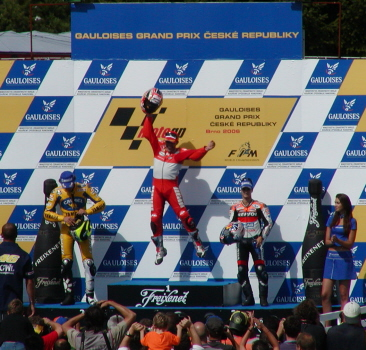
Stupně vítězů při MotoGP ČR v Brně (2006)

Každá sezona se skládá ze série (v současnosti dvaceti) závodů na uzavřených závodních okruzích. Dříve převažovaly dočasné přírodní a městské okruhy, včetně slavné Tourist Trophy na ostrově Man, ale již od konce 80. let se jezdí výhradně na relativně bezpečných specializovaných automotodromech. Závody se konají vždy v neděli, a to i tradiční nizozemská velká cena "Dutch TT" na okruhu v Assenu, která se po dlouholeté tradici (od 20. let 20. století) nově od roku 2016 jezdí namísto soboty také v neděli.
Motocykly jsou rozděleny do několika kategorií podle objemu motoru. Od první sezony v roce 1949 až do roku 2002 byly všechny třídy včetně sajdkár otevřeny dvoudobým (dvoutaktním) i čtyřdobým (čtyřtaktním) motocyklům. Celá padesátá léta a většinu šedesátých dominovaly čtyřdobé motory. V šedesátých letech se dvoudobé motory začaly dostávat do nižších kubatur. V sedmdesátých letech dvoudobé motory vytlačily zpočátku používané čtyřdobé. Roku 1979 se Honda pokusila o návrat čtyřdobých motorů do hlavní kategorie, ale projekt NR500 selhal.
Na prahu 21. století, v roce 2002, pak přišla revoluce v podobě první výhradně čtyřtaktní třídy nazvané MotoGP, která měla nahradit kategorii motocyklů o objemu do 500 cm³, ačkoli ty ještě mohly jednu sezonu (2002) závodit současně s motocykly MotoGP. V roce 2010 následovalo zavedení třídy Moto2, která nahradila kategorii motocyklů o objemu do 250 cm³ a konečně o dva roky později (2012) byla zavedena i třída Moto3, která nahradila motocykly o objemu do 125 cm³.
Tím byla transformace šampionátu na výhradně čtyřtaktní dovršena.
Postupně tedy existovaly tyto třídy: dvoutaktní i čtyřtaktní motocykly o objemu do 50 cm³, 80 cm³, 125 cm³, 250 cm³, 350 cm³ a 500 cm³. Výhradně čtyřtaktní třída MotoGP pak v roce 2002 začínala s max. povoleným objemem 990 cm³, který byl pro sezonu 2007 snížen na 800 cm³, aby byl v roce 2012 opět navýšen, tentokrát na rovných 1000 cm³. Motocykly už ale v rámci úspor nejsou tak extrémními prototypy jako byly v dřívějších letech. Další výhradně čtyřtaktní třídy Moto2 a Moto3 pak mají max. povolený objem 765 cm³, resp. 250 cm³.
Sajdkáry začínaly s max. povoleným objemem motoru 600 cm³, ale po dvou letech byl tento limit snížen na 500 cm³. Po sezoně 1996 byly sajdkáry jako součást mistrovství světa silničních motocyklů zrušeny, ale dodnes se jejich závody konají v rámci samostatného šampionátu Superside.

### Přehled tříd
Toto je přehled historického vývoje jednotlivých tříd mistrovství světa silničních motocyklů.
| 50 cm³  |           |           |           |           |           | fix       |           |           |           |           |           |           |           | 1962–1983 | 1962–1983 | 1962–1983 | 1962–1983 | 1962–1983 | 1962–1983 | 1962–1983 | 1962–1983 | 1962–1983 | 1962–1983 | 1962–1983 | 1962–1983 | 1962–1983 | 1962–1983 | 1962–1983 | 1962–1983 | 1962–1983 | 1962–1983 | 1962–1983 | 1962–1983 | 1962–1983 | 1962–1983 |           |           |           |           |           |           |           |           |           |           |           |           |           |           |           |           |           |           |                 |                 |                 |                 |                 |                 |                 |                 |                 |                 |                 |                 |                 |                 |                 |                 |                 |                 |                 |                 |                 |                 |                 |                 |                 |
| 80 cm³  |           |           |           |           |           |           |           |           |           |           |           |           |           |           |           |           |           |           |           |           |           |           |           |           |           |           |           |           |           |           |           |           |           |           |           | 1984–1989 | 1984–1989 | 1984–1989 | 1984–1989 | 1984–1989 | 1984–1989 |           |           |           |           |           |           |           |           |           |           |           |           |                 |                 |                 |                 |                 |                 |                 |                 |                 |                 |                 |                 |                 |                 |                 |                 |                 |                 |                 |                 |                 |                 |                 |                 |                 |
| 125 cm³ | 1949–2011 | 1949–2011 | 1949–2011 | 1949–2011 | 1949–2011 | 1949–2011 | 1949–2011 | 1949–2011 | 1949–2011 | 1949–2011 | 1949–2011 | 1949–2011 | 1949–2011 | 1949–2011 | 1949–2011 | 1949–2011 | 1949–2011 | 1949–2011 | 1949–2011 | 1949–2011 | 1949–2011 | 1949–2011 | 1949–2011 | 1949–2011 | 1949–2011 | 1949–2011 | 1949–2011 | 1949–2011 | 1949–2011 | 1949–2011 | 1949–2011 | 1949–2011 | 1949–2011 | 1949–2011 | 1949–2011 | 1949–2011 | 1949–2011 | 1949–2011 | 1949–2011 | 1949–2011 | 1949–2011 | 1949–2011 | 1949–2011 | 1949–2011 | 1949–2011 | 1949–2011 | 1949–2011 | 1949–2011 | 1949–2011 | 1949–2011 | 1949–2011 | 1949–2011 | 1949–2011 | 1949–2011       | 1949–2011       | 1949–2011       | 1949–2011       | 1949–2011       | 1949–2011       | 1949–2011       | 1949–2011       | 1949–2011       | 1949–2011       |                 |                 |                 |                 |                 |                 |                 |                 |                 |                 |                 |                 |                 |                 |                 |
| Moto3   |           |           |           |           |           |           |           |           |           |           |           |           |           |           |           |           |           |           |           |           |           |           |           |           |           |           |           |           |           |           |           |           |           |           |           |           |           |           |           |           |           |           |           |           |           |           |           |           |           |           |           |           |           |                 |                 |                 |                 |                 |                 |                 |                 |                 |                 | 2012–současnost | 2012–současnost | 2012–současnost | 2012–současnost | 2012–současnost | 2012–současnost | 2012–současnost | 2012–současnost | 2012–současnost | 2012–současnost | 2012–současnost | 2012–současnost | 2012–současnost | 2012–současnost | 2012–současnost |
| 250 cm³ | 1949–2009 | 1949–2009 | 1949–2009 | 1949–2009 | 1949–2009 | 1949–2009 | 1949–2009 | 1949–2009 | 1949–2009 | 1949–2009 | 1949–2009 | 1949–2009 | 1949–2009 | 1949–2009 | 1949–2009 | 1949–2009 | 1949–2009 | 1949–2009 | 1949–2009 | 1949–2009 | 1949–2009 | 1949–2009 | 1949–2009 | 1949–2009 | 1949–2009 | 1949–2009 | 1949–2009 | 1949–2009 | 1949–2009 | 1949–2009 | 1949–2009 | 1949–2009 | 1949–2009 | 1949–2009 | 1949–2009 | 1949–2009 | 1949–2009 | 1949–2009 | 1949–2009 | 1949–2009 | 1949–2009 | 1949–2009 | 1949–2009 | 1949–2009 | 1949–2009 | 1949–2009 | 1949–2009 | 1949–2009 | 1949–2009 | 1949–2009 | 1949–2009 | 1949–2009 | 1949–2009 | 1949–2009       | 1949–2009       | 1949–2009       | 1949–2009       | 1949–2009       | 1949–2009       | 1949–2009       | 1949–2009       |                 |                 |                 |                 |                 |                 |                 |                 |                 |                 |                 |                 |                 |                 |                 |                 |                 |
| Moto2   |           |           |           |           |           |           |           |           |           |           |           |           |           |           |           |           |           |           |           |           |           |           |           |           |           |           |           |           |           |           |           |           |           |           |           |           |           |           |           |           |           |           |           |           |           |           |           |           |           |           |           |           |           |                 |                 |                 |                 |                 |                 |                 |                 | 2010–současnost | 2010–současnost | 2010–současnost | 2010–současnost | 2010–současnost | 2010–současnost | 2010–současnost | 2010–současnost | 2010–současnost | 2010–současnost | 2010–současnost | 2010–současnost | 2010–současnost | 2010–současnost | 2010–současnost | 2010–současnost | 2010–současnost |
| 350 cm³ | 1949–1982 | 1949–1982 | 1949–1982 | 1949–1982 | 1949–1982 | 1949–1982 | 1949–1982 | 1949–1982 | 1949–1982 | 1949–1982 | 1949–1982 | 1949–1982 | 1949–1982 | 1949–1982 | 1949–1982 | 1949–1982 | 1949–1982 | 1949–1982 | 1949–1982 | 1949–1982 | 1949–1982 | 1949–1982 | 1949–1982 | 1949–1982 | 1949–1982 | 1949–1982 | 1949–1982 | 1949–1982 | 1949–1982 | 1949–1982 | 1949–1982 | 1949–1982 | 1949–1982 | 1949–1982 |           |           |           |           |           |           |           |           |           |           |           |           |           |           |           |           |           |           |           |                 |                 |                 |                 |                 |                 |                 |                 |                 |                 |                 |                 |                 |                 |                 |                 |                 |                 |                 |                 |                 |                 |                 |                 |                 |
| 500 cm³ | 1949–2001 | 1949–2001 | 1949–2001 | 1949–2001 | 1949–2001 | 1949–2001 | 1949–2001 | 1949–2001 | 1949–2001 | 1949–2001 | 1949–2001 | 1949–2001 | 1949–2001 | 1949–2001 | 1949–2001 | 1949–2001 | 1949–2001 | 1949–2001 | 1949–2001 | 1949–2001 | 1949–2001 | 1949–2001 | 1949–2001 | 1949–2001 | 1949–2001 | 1949–2001 | 1949–2001 | 1949–2001 | 1949–2001 | 1949–2001 | 1949–2001 | 1949–2001 | 1949–2001 | 1949–2001 | 1949–2001 | 1949–2001 | 1949–2001 | 1949–2001 | 1949–2001 | 1949–2001 | 1949–2001 | 1949–2001 | 1949–2001 | 1949–2001 | 1949–2001 | 1949–2001 | 1949–2001 | 1949–2001 | 1949–2001 | 1949–2001 | 1949–2001 | 1949–2001 | 1949–2001 |                 |                 |                 |                 |                 |                 |                 |                 |                 |                 |                 |                 |                 |                 |                 |                 |                 |                 |                 |                 |                 |                 |                 |                 |                 |
| MotoGP  |           |           |           |           |           |           |           |           |           |           |           |           |           |           |           |           |           |           |           |           |           |           |           |           |           |           |           |           |           |           |           |           |           |           |           |           |           |           |           |           |           |           |           |           |           |           |           |           |           |           |           |           |           | 2002–současnost | 2002–současnost | 2002–současnost | 2002–současnost | 2002–současnost | 2002–současnost | 2002–současnost | 2002–současnost | 2002–současnost | 2002–současnost | 2002–současnost | 2002–současnost | 2002–současnost | 2002–současnost | 2002–současnost | 2002–současnost | 2002–současnost | 2002–současnost | 2002–současnost | 2002–současnost | 2002–současnost | 2002–současnost | 2002–současnost | 2002–současnost | 2002–současnost |
| Sidecar | 1949–1996 | 1949–1996 | 1949–1996 | 1949–1996 | 1949–1996 | 1949–1996 | 1949–1996 | 1949–1996 | 1949–1996 | 1949–1996 | 1949–1996 | 1949–1996 | 1949–1996 | 1949–1996 | 1949–1996 | 1949–1996 | 1949–1996 | 1949–1996 | 1949–1996 | 1949–1996 | 1949–1996 | 1949–1996 | 1949–1996 | 1949–1996 | 1949–1996 | 1949–1996 | 1949–1996 | 1949–1996 | 1949–1996 | 1949–1996 | 1949–1996 | 1949–1996 | 1949–1996 | 1949–1996 | 1949–1996 | 1949–1996 | 1949–1996 | 1949–1996 | 1949–1996 | 1949–1996 | 1949–1996 | 1949–1996 | 1949–1996 | 1949–1996 | 1949–1996 | 1949–1996 | 1949–1996 | 1949–1996 |           |           |           |           |           |                 |                 |                 |                 |                 |                 |                 |                 |                 |                 |                 |                 |                 |                 |                 |                 |                 |                 |                 |                 |                 |                 |                 |                 |                 |
| MotoE   |           |           |           |           |           |           |           |           |           |           |           |           |           |           |           |           |           |           |           |           |           |           |           |           |           |           |           |           |           |           |           |           |           |           |           |           |           |           |           |           |           |           |           |           |           |           |           |           |           |           |           |           |           |                 |                 |                 |                 |                 |                 |                 |                 |                 |                 |                 |                 |                 |                 |                 |                 |                 |                 |                 |                 |                 | 2023–současnost | 2023–současnost | 2023–současnost | 2023–současnost |

- Kategorie uvedené v tabulce kurzívou byly zrušeny, nahrazeny nebo vyškrtnuty jako součást Mistrovství světa silničních motocyklů. Kategorie zvýrazněny tučně jsou kategorie v současnosti provozované v rámci Mistrovství světa silničních motocyklů.

- vývoj třídy MotoGP:
  - 2002–2006: čtyřdobé motory o objemu do 990 cm³
  - 2007–2011: čtyřdobé motory o objemu do 800 cm³
  - 2012–dnes: max. čtyřválcové čtyřdobé motory o objemu do 1000 cm³

### Specifikace

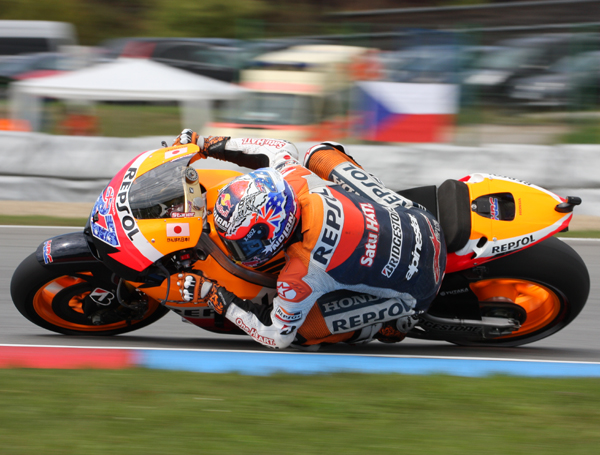
Casey Stoner při Grand Prix České republiky (2011)

Toto jsou současné technické specifikace jednotlivých tříd mistrovství světa silničních motocyklů.
|                    | Moto3                        | Moto2                        | MotoGP                                                                                       |
| ------------------ | ---------------------------- | ---------------------------- | -------------------------------------------------------------------------------------------- |
| Konfigurace motoru | jednoválec                   | řadový tříválec              | vidlicový dvouválec (V-twin), vidlicový čtřyválec (V-4), řadový čtyřválec (i-4, inline-four) |
| Max. objem         | 250 ccm                      | 765 cm³                      | 1000 cm³                                                                                     |
| Cykly              | čtyřdobý motor               | čtyřdobý motor               | čtyřdobý motor                                                                               |
| Ventily            | čtyři ventily                | 12 ventilů (12V)             | 16 ventilů (16V)                                                                             |
| Rozvody            | DOHC, čtyři ventily na válec | DOHC, čtyři ventily na válec | DOHC, čtyři ventily na válec                                                                 |
| Palivo             | bezolovnaté, 100 oktanů      | bezolovnaté, 100 oktanů      | bezolovnaté, 100 oktanů                                                                      |
| Dodávání paliva    | vstřikování                  | vstřikování                  | vstřikování                                                                                  |
| Sání               | atmosférické                 | atmosférické                 | atmosférické                                                                                 |
| Max. výkon         | cca 40 kW (54 hp)            | cca 100 kW (135 hp)          | až 220 kW (300 hp)                                                                           |
| Mazání             | olejová vana                 | olejová vana                 | olejová vana                                                                                 |
| Max. otáčky        | 17500 až 18000 ot/min        | 17500 až 18000 ot/min        | 17500 až 18000 ot/min                                                                        |
| Max. rychlost      | > 230 km/h                   | > 285 km/h                   | > 365 km/h                                                                                   |
| Chlazení           | samostatná vodní pumpa       | samostatná vodní pumpa       | samostatná vodní pumpa                                                                       |
| Pneumatiky         | Dunlop                       | Dunlop                       | Michelin                                                                                     |

- třída Moto2 používá jednotné motory, jejich dodavatelem je Triumph
- pneumatiky jsou jednotné
- třída MotoGP od roku 2016 používá jednotné pneumatiky Michelin.

## Okruhy

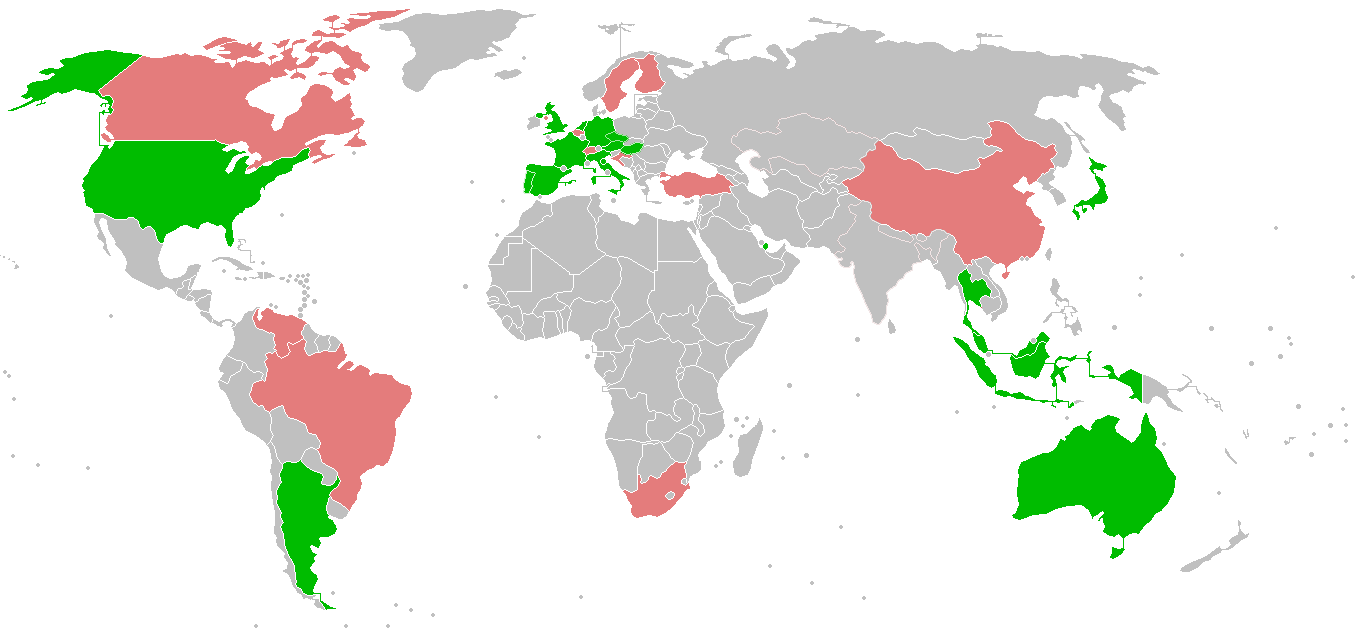
Státy ve kterých se koná MotoGP (zeleně) a státy, kde se mistrovství konalo v minulosti (červeně)

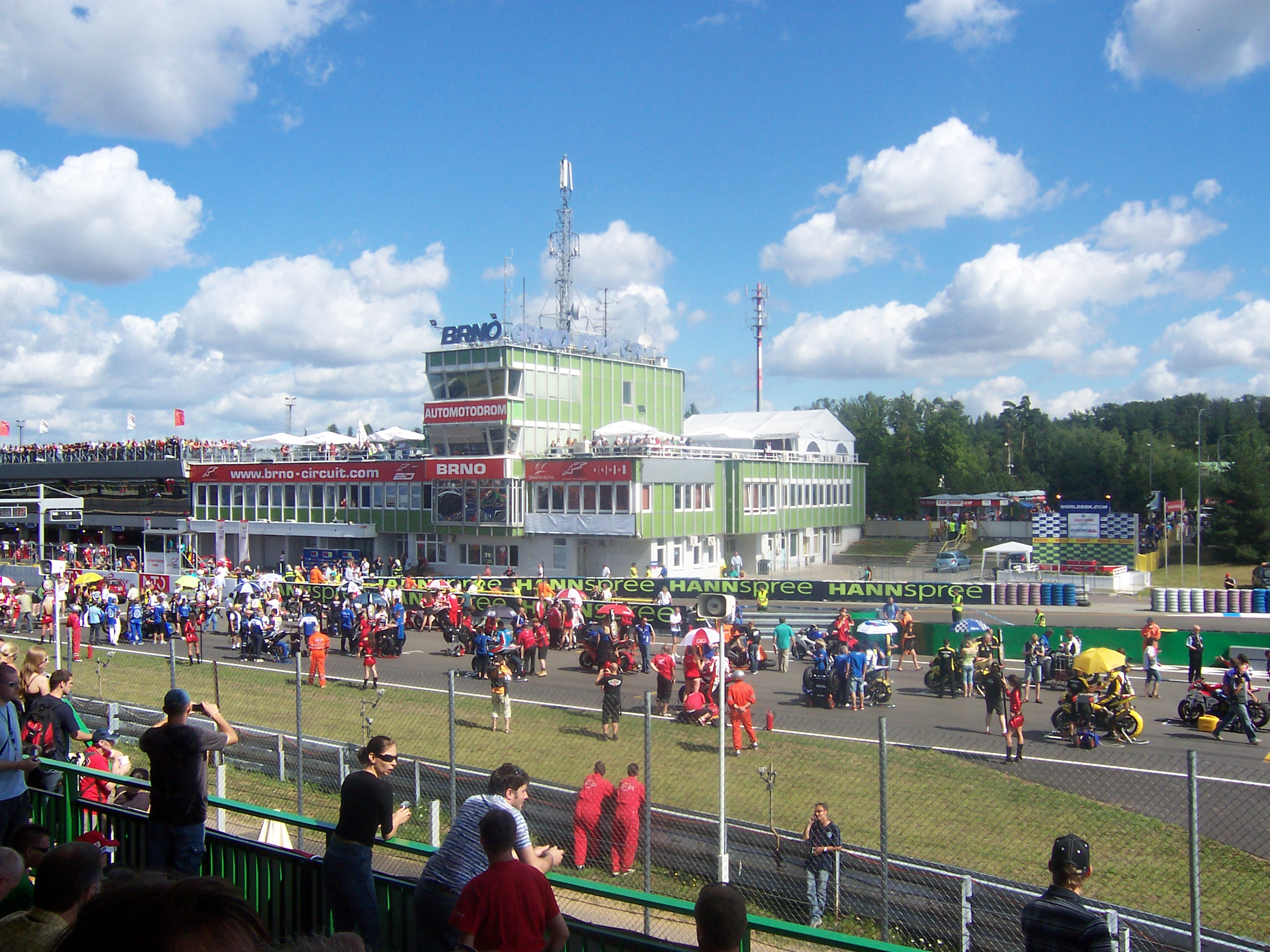
Startovní rošt na Masarykově okruhu v Brně

### Kalendář 2025
| Kalendář Mistrovství světa silničních motocyklů 2025 | Kalendář Mistrovství světa silničních motocyklů 2025 | Kalendář Mistrovství světa silničních motocyklů 2025         | Kalendář Mistrovství světa silničních motocyklů 2025        | Kalendář Mistrovství světa silničních motocyklů 2025 | Kalendář Mistrovství světa silničních motocyklů 2025 |
| pořadí                                               | datum                                                | název GP                                                     |                                                             | země/region                                          | poznámky                                             |
| ---------------------------------------------------- | ---------------------------------------------------- | ------------------------------------------------------------ | ----------------------------------------------------------- | ---------------------------------------------------- | ---------------------------------------------------- |
| 1                                                    | 2. března                                            | PT Thailand Grand Prix                                       | Chang International Circuit, Buriram                        | Thajsko                                              |                                                      |
| 2                                                    | 16. března                                           | Gran Premio YPF Energía de Argentina                         | Autódromo Termas de Río Hondo, Termas de Río Hondo          | Argentina                                            |                                                      |
| 3                                                    | 30. března                                           | Red Bull Grand Prix of The Americas                          | Circuit of the Americas, Austin                             | Spojené státy americké                               |                                                      |
| 4                                                    | 13. dubna                                            | Qatar Airways Grand Prix of Qatar                            | Losail International Circuit, Lusail                        | Katar                                                | večerní závod                                        |
| 5                                                    | 27. dubna                                            | Gran Premio Estrella Galicia 0,0 de España                   | Circuito de Jerez – Ángel Nieto, Jerez de la Frontera       | Španělsko                                            |                                                      |
| 6                                                    | 11. května                                           | Michelin Grand Prix de France                                | Bugatti Circuit, Le Mans                                    | Francie                                              | MotoE                                                |
| 7                                                    | 25. května                                           | Tissot Grand Prix of the United Kingdom                      | Silverstone Circuit, Silverstone                            | Spojené království                                   |                                                      |
| 8                                                    | 8. června                                            | Gran Premio de Aragón                                        | MotorLand Aragón, Alcañiz                                   | Aragonie                                             |                                                      |
| 9                                                    | 22. června                                           | Gran Premio d'Italia Brembo                                  | Autodromo Internazionale del Mugello, Scarperia e San Piero | Itálie                                               |                                                      |
| 10                                                   | 29. června                                           | Motul TT Assen                                               | TT Circuit Assen, Assen                                     | Nizozemsko                                           | MotoE                                                |
| 11                                                   | 13. července                                         | Liqui Moly Motorrad Grand Prix Deutschland                   | Sachsenring, Hohenstein-Ernstthal                           | Německo                                              |                                                      |
| 12                                                   | 20. července                                         | Grand Prix České republiky                                   | Masarykův okruh, Brno                                       | Česko                                                |                                                      |
| 13                                                   | 17. srpna                                            | Motorrad Grand Prix von Österreich                           | Red Bull Ring, Spielberg                                    | Rakousko                                             | MotoE                                                |
| 14                                                   | 24. srpna                                            | Hungary Grand Prix                                           | Balaton Park Circuit, Balatonfőkajár                        | Maďarsko                                             | MotoE                                                |
| 14                                                   | 24. srpna                                            | Hungary Grand Prix                                           | Balaton Park Circuit, Balatonfőkajár                        | Maďarsko                                             | Nový okruh                                           |
| 15                                                   | 7. září                                              | Gran Premi de Catalunya                                      | Circuit de Barcelona-Catalunya, Montmeló                    | Katalánsko                                           | MotoE                                                |
| 16                                                   | 14. září                                             | Gran Premio Red Bull di San Marino e della Riviera di Rimini | Misano World Circuit Marco Simoncelli, Misano Adriatico     | San Marino                                           | MotoE                                                |
| 17                                                   | 28. září                                             | Motul Grand Prix of Japan                                    | Mobility Resort Motegi, Motegi                              | Japonsko                                             |                                                      |
| 18                                                   | 5. října                                             | Pertamina Grand Prix of Indonesia                            | Pertamina Mandalika International Street Circuit, Mandalika | Indonésie                                            |                                                      |
| 19                                                   | 19. října                                            | Australian Motorcycle Grand Prix                             | Phillip Island Grand Prix Circuit, Phillip Island           | Austrálie                                            |                                                      |
| 20                                                   | 26. října                                            | PETRONAS Grand Prix of Malaysia                              | Petronas Sepang International Circuit, Sepang               | Malajsie                                             |                                                      |
| 21                                                   | 9. listopadu                                         | Grande Prémio de Portugal                                    | Algarve International Circuit, Portimão                     | Portugalsko                                          | MotoE                                                |
| 22                                                   | 16. listopadu                                        | Gran Premio Motul de la Comunitat Valenciana                 | Circuit Ricardo Tormo, Valencia                             | Valencie                                             |                                                      |

## Mistři světa
Seznam mistrů světa v závodech silničních motocyklů, kteří zvítězili v Mistrovství světa silničních motocyklů v kategorii 50 cm³, 80 cm³, 125 cm³, 250 cm³, 350 cm³, 500 cm³, Moto 3, Moto2 a MotoGP.

### Po sezonách
| Sezona | 500 cm³ (1949–2001) MotoGP (od 2002) | 350 cm³ (1949–1982)            | 250 cm³ (1949–2009) Moto2 (od 2010) | 125 cm³ (1949–2011) Moto3 (od 2012) | 50 cm³ (1962 do 1983) 80 cm³ (1984 do 1989) | MotoE (od 2023) |
| ------ | ------------------------------------ | ------------------------------ | ----------------------------------- | ----------------------------------- | ------------------------------------------- | --------------- |
| 2024   | Jorge Martin (Ducati)                |                                | Ai Ogura (Boscoscuro)               | David Alonso (CF Moto)              |                                             | Héctor Garzó    |
| 2023   | Francesco Bagnaia (Ducati)           |                                | Pedro Acosta (Kalex)                | Jaume Masià (Honda)                 |                                             | Mattia Casadei  |
| 2022   | Francesco Bagnaia (Ducati)           |                                | Augusto Fernández (Kalex)           | Izan Guevara (KTM)                  |                                             |                 |
| 2021   | Fabio Quartararo (Yamaha)            |                                | Remy Gardner (Kalex)                | Pedro Acosta (KTM)                  |                                             |                 |
| 2020   | Joan Mir (Suzuki)                    |                                | Enea Bastianini (Kalex)             | Albert Arenas (KTM)                 |                                             |                 |
| 2019   | Marc Márquez (Honda)                 |                                | Álex Márquez (Kalex)                | Lorenzo Dalla Porta (Honda)         |                                             |                 |
| 2018   | Marc Márquez (Honda)                 |                                | Francesco Bagnaia (Kalex)           | Jorge Martín (Honda)                |                                             |                 |
| 2017   | Marc Márquez (Honda)                 |                                | Franco Morbidelli (Kalex)           | Joan Mir (Honda)                    |                                             |                 |
| 2016   | Marc Márquez (Honda)                 |                                | Johann Zarco (Kalex)                | Brad Binder (KTM)                   |                                             |                 |
| 2015   | Jorge Lorenzo (Yamaha)               |                                | Johann Zarco (Kalex)                | Danny Kent (Honda)                  |                                             |                 |
| 2014   | Marc Márquez (Honda)                 |                                | Esteve Rabat (Kalex)                | Álex Márquez (Honda)                |                                             |                 |
| 2013   | Marc Márquez (Honda)                 |                                | Pol Espargaro (Kalex)               | Maverick Viňales (KTM)              |                                             |                 |
| 2012   | Jorge Lorenzo (Yamaha)               |                                | Marc Márquez (Suter (motocykl))     | Sandro Cortese (KTM)                |                                             |                 |
| 2011   | Casey Stoner (Honda)                 |                                | Stefan Bradl (Kalex)                | Nicolás Terol (Aprilia)             |                                             |                 |
| 2010   | Jorge Lorenzo (Yamaha)               |                                | Toni Elias (Moriwaki)               | Marc Márquez (Derbi)                |                                             |                 |
| 2009   | Valentino Rossi (Yamaha)             |                                | Hiroši Aojama (Honda)               | Julián Simon (Aprilia)              |                                             |                 |
| 2008   | Valentino Rossi (Yamaha)             |                                | Marco Simoncelli (Gilera)           | Mike di Meglio (Derbi)              |                                             |                 |
| 2007   | Casey Stoner (Ducati)                |                                | Jorge Lorenzo (Aprilia)             | Gábor Talmácsi (Aprilia)            |                                             |                 |
| 2006   | Nicky Hayden (Honda)                 |                                | Jorge Lorenzo (Aprilia)             | Alvaro Bautista (Aprilia)           |                                             |                 |
| 2005   | Valentino Rossi (Yamaha)             |                                | Dani Pedrosa (Honda)                | Thomas Luthi (Honda)                |                                             |                 |
| 2004   | Valentino Rossi (Yamaha)             |                                | Dani Pedrosa (Honda)                | Andrea Dovizioso (Honda)            |                                             |                 |
| 2003   | Valentino Rossi (Honda)              |                                | Manuel Poggiali (Aprilia)           | Dani Pedrosa (Honda)                |                                             |                 |
| 2002   | Valentino Rossi (Honda)              |                                | Marco Melandri (Aprilia)            | Arnaud Vincent (Aprilia)            |                                             |                 |
| 2001   | Valentino Rossi (Honda)              |                                | Daidžiro Kato (Honda)               | Manuel Poggiali (Gilera)            |                                             |                 |
| 2000   | Kenny Roberts Jr (Suzuki)            |                                | Olivier Jacque (Yamaha)             | Roberto Locatelli (Aprilia)         |                                             |                 |
| 1999   | Alex Criville (Honda)                |                                | Valentino Rossi (Aprilia)           | Emilio Alzamora (Honda)             |                                             |                 |
| 1998   | Mick Doohan (Honda)                  |                                | Loris Capirossi (Aprilia)           | Kazuto Sakata (Aprilia)             |                                             |                 |
| 1997   | Mick Doohan (Honda)                  |                                | Max Biaggi (Honda)                  | Valentino Rossi (Aprilia)           |                                             |                 |
| 1996   | Mick Doohan (Honda)                  |                                | Max Biaggi (Aprilia)                | Haručika Aoki (Honda)               |                                             |                 |
| 1995   | Mick Doohan (Honda)                  |                                | Max Biaggi (Aprilia)                | Haručika Aoki (Honda)               |                                             |                 |
| 1994   | Mick Doohan (Honda)                  |                                | Max Biaggi (Aprilia)                | Kazuto Sakata (Aprilia)             |                                             |                 |
| 1993   | Kevin Schwantz (Suzuki)              |                                | Tecuja Harada (Yamaha)              | Dirk Raudies (Honda)                |                                             |                 |
| 1992   | Wayne Rainey (Yamaha)                |                                | Luca Cadalora (Honda)               | Alessandro Gramigni (Aprilia)       |                                             |                 |
| 1991   | Wayne Rainey (Yamaha)                |                                | Luca Cadalora (Honda)               | Loris Capirossi (Honda)             |                                             |                 |
| 1990   | Wayne Rainey (Yamaha)                |                                | John Kocinski (Yamaha)              | Loris Capirossi (Honda)             |                                             |                 |
| 1989   | Eddie Lawson (Honda)                 |                                | Sito Pons (Honda)                   | Alex Criville (Cobbas)              | Manuel Herreros (Derbi)                     |                 |
| 1988   | Eddie Lawson (Yamaha)                |                                | Sito Pons (Honda)                   | Jorge Martínez (Derbi)              | Jorge Martínez (Derbi)                      |                 |
| 1987   | Wayne Gardner (Honda)                |                                | Anton Mang (Honda)                  | Fausto Gresini (Garelli)            | Jorge Martínez (Derbi)                      |                 |
| 1986   | Eddie Lawson (Yamaha)                |                                | Carlos Lavado (Yamaha)              | Luca Cadalora (Garelli)             | Jorge Martínez (Derbi)                      |                 |
| 1985   | Freddie Spencer (Honda)              |                                | Freddie Spencer (Honda)             | Fausto Gresini (Garelli)            | Stefan Dörflinger (Krauser)                 |                 |
| 1984   | Eddie Lawson (Yamaha)                |                                | Christian Sarron (Yamaha)           | Ángel Nieto (Garelli)               | Stefan Dörflinger (Zündapp)                 |                 |
| 1983   | Freddie Spencer (Honda)              |                                | Carlos Lavado (Yamaha)              | Ángel Nieto (Garelli)               | Stefan Dörflinger (Krauser)                 |                 |
| 1982   | Franco Uncini (Suzuki)               | Anton Mang (Kawasaki)          | Jean-Louis Tournadre (Yamaha)       | Ángel Nieto (Garelli)               | Stefan Dörflinger (Kreidler)                |                 |
| 1981   | Marco Lucchinelli (Suzuki)           | Anton Mang (Kawasaki)          | Anton Mang (Kawasaki)               | Ángel Nieto (Minarelli)             | Ricardo Tormo (Motul-Bultaco)               |                 |
| 1980   | Kenny Roberts (Yamaha)               | Jon Ekerold (Yamaha)           | Anton Mang (Kawasaki)               | Pier Paolo Bianchi (MBA)            | Eugenio Lazzarini (Kreidler-Van Veen)       |                 |
| 1979   | Kenny Roberts (Yamaha)               | Kork Ballington (Kawasaki)     | Kork Ballington (Kawasaki)          | Ángel Nieto (Minarelli)             | Eugenio Lazzarini (Kreidler)                |                 |
| 1978   | Kenny Roberts (Yamaha)               | Kork Ballington (Kawasaki)     | Kork Ballington (Kawasaki)          | Eugenio Lazzarini (MBA)             | Ricardo Tormo (Bultaco)                     |                 |
| 1977   | Barry Sheene (Suzuki)                | Takazumi Katajama (Yamaha)     | Mario Lega (Morbidelli)             | Pier Paolo Bianchi (Morbidelli)     | Ángel Nieto (Bultaco)                       |                 |
| 1976   | Barry Sheene (Suzuki)                | Walter Villa (Harley-Davidson) | Walter Villa (Harley-Davidson)      | Pier Paolo Bianchi (Morbidelli)     | Ángel Nieto (Bultaco)                       |                 |
| 1975   | Giacomo Agostini (Yamaha)            | Johnny Cecotto (Yamaha)        | Walter Villa (Harley-Davidson)      | Paolo Pileri (Morbidelli)           | Ángel Nieto (Kreidler)                      |                 |
| 1974   | Phil Read (MV Agusta)                | Giacomo Agostini (Yamaha)      | Walter Villa (Harley-Davidson)      | Kent Andersson (Yamaha)             | Henk van Kessel (Kreidler-Van Veen)         |                 |
| 1973   | Phil Read (MV Agusta)                | Giacomo Agostini (MV Agusta)   | Dieter Braun (Yamaha)               | Kent Andersson (Yamaha)             | Jan de Vries (Kreidler)                     |                 |
| 1972   | Giacomo Agostini (MV Agusta)         | Giacomo Agostini (MV Agusta)   | Jarno Saarinen (Yamaha)             | Ángel Nieto (Derbi)                 | Ángel Nieto (Derbi)                         |                 |
| 1971   | Giacomo Agostini (MV Agusta)         | Giacomo Agostini (MV Agusta)   | Phil Read (Yamaha)                  | Ángel Nieto (Derbi)                 | Jan de Vries (Kreidler)                     |                 |
| 1970   | Giacomo Agostini (MV Agusta)         | Giacomo Agostini (MV Agusta)   | Rodney Gould (Yamaha)               | Dieter Braun (Suzuki)               | Ángel Nieto (Derbi)                         |                 |
| 1969   | Giacomo Agostini (MV Agusta)         | Giacomo Agostini (MV Agusta)   | Kel Carruthers (Benelli)            | Dave Simmonds (Kawasaki)            | Ángel Nieto (Derbi)                         |                 |
| 1968   | Giacomo Agostini (MV Agusta)         | Giacomo Agostini (MV Agusta)   | Phil Read (Yamaha)                  | Phil Read (Yamaha)                  | Hans-Georg Anscheidt (Suzuki)               |                 |
| 1967   | Giacomo Agostini (MV Agusta)         | Mike Hailwood (Honda)          | Mike Hailwood (Honda)               | Bill Ivy (Yamaha)                   | Hans-Georg Anscheidt (Suzuki)               |                 |
| 1966   | Giacomo Agostini (MV Agusta)         | Mike Hailwood (Honda)          | Mike Hailwood (Honda)               | Luigi Taveri (Honda)                | Hans-Georg Anscheidt (Suzuki)               |                 |
| 1965   | Mike Hailwood (MV Agusta)            | Jim Redman (Honda)             | Phil Read (Yamaha)                  | Hugh Anderson (Suzuki)              | Ralph Bryans (Honda)                        |                 |
| 1964   | Mike Hailwood (MV Agusta)            | Jim Redman (Honda)             | Phil Read (Yamaha)                  | Luigi Taveri (Honda)                | Hugh Anderson (Suzuki)                      |                 |
| 1963   | Mike Hailwood (MV Agusta)            | Jim Redman (Honda)             | Jim Redman (Honda)                  | Hugh Anderson (Suzuki)              | Hugh Anderson (Suzuki)                      |                 |
| 1962   | Mike Hailwood (MV Agusta)            | Jim Redman (Honda)             | Jim Redman (Honda)                  | Luigi Taveri (Honda)                | Ernst Degner (Suzuki)                       |                 |
| 1961   | Gary Hocking (MV Agusta)             | Gary Hocking (MV Agusta)       | Mike Hailwood (Honda)               | Tom Phillis (Honda)                 |                                             |                 |
| 1960   | John Surtees (MV Agusta)             | John Surtees (MV Agusta)       | Carlo Ubbiali (MV Agusta)           | Carlo Ubbiali (MV Agusta)           |                                             |                 |
| 1959   | John Surtees (MV Agusta)             | John Surtees (MV Agusta)       | Carlo Ubbiali (MV Agusta)           | Carlo Ubbiali (MV Agusta)           |                                             |                 |
| 1958   | John Surtees (MV Agusta)             | John Surtees (MV Agusta)       | Tarquinio Provini (MV Agusta)       | Carlo Ubbiali (MV Agusta)           |                                             |                 |
| 1957   | Libero Liberati (Gilera)             | Keith Campbell (Moto Guzzi)    | Cecil Sandford (Mondial)            | Tarquinio Provini (Mondial)         |                                             |                 |
| 1956   | John Surtees (MV Agusta)             | Bill Lomas (Moto Guzzi)        | Carlo Ubbiali (MV Agusta)           | Carlo Ubbiali (MV Agusta)           |                                             |                 |
| 1955   | Geoff Duke (Gilera)                  | Bill Lomas (Moto Guzzi)        | Hermann Paul Müller (NSU)           | Carlo Ubbiali (MV Agusta)           |                                             |                 |
| 1954   | Geoff Duke (Gilera)                  | Fergus Anderson (Moto Guzzi)   | Werner Haas (NSU)                   | Rupert Hollaus (NSU)                | Wilhelm Noll (BMW)                          |                 |
| 1953   | Geoff Duke (Gilera)                  | Fergus Anderson (Moto Guzzi)   | Werner Haas (NSU)                   | Werner Haas (NSU)                   | Eric Olivier (Norton)                       |                 |
| 1952   | Umberto Masetti (Gilera)             | Geoff Duke (Norton)            | Enrico Lorenzetti (Moto Guzzi)      | Cecil Sandford (MV Agusta)          | Cyril Smith (Norton)                        |                 |
| 1951   | Geoff Duke (Norton)                  | Geoff Duke (Norton)            | Bruno Ruffo (Moto Guzzi)            | Carlo Ubbiali (Mondial)             | Eric Olivier (Norton)                       |                 |
| 1950   | Umberto Masetti (Gilera)             | Bob Foster (Velocette)         | Dario Ambrosini (Benelli)           | Bruno Ruffo (Mondial)               | Eric Olivier (Norton)                       |                 |
| 1949   | Leslie Graham (AJS)                  | Freddie Frith (Velocette)      | Bruno Ruffo (Moto Guzzi)            | Nello Pagani (Mondial)              | Eric Olivier (Norton)                       |                 |

### Nejvíce titulů (1949–2021)
| Jezdec            | MotoGP | 500cm³ | 350cm³ | 250cm³ | 125cm³ | 80cm³ | 50cm³ | Celkem |
| ----------------- | ------ | ------ | ------ | ------ | ------ | ----- | ----- | ------ |
| Giacomo Agostini  |        | 8×     | 7×     |        |        |       |       | 15     |
| Ángel Nieto       |        |        |        |        | 7×     |       | 6×    | 13     |
| Mike Hailwood     |        | 4×     | 2×     | 3×     |        |       |       | 9      |
| Carlo Ubbiali     |        |        | 3×     |        | 6×     |       |       | 9      |
| Valentino Rossi   | 6×     | 1×     |        | 1×     | 1×     |       |       | 9      |
| Marc Márquez      | 6x     |        |        | 1×     | 1×     |       |       | 8      |
| Phil Read         |        | 2×     |        | 4×     | 1×     |       |       | 7      |
| John Surtees      |        | 4×     | 3×     |        |        |       |       | 7      |
| Geoffrey Duke     |        | 4×     | 2×     |        |        |       |       | 6      |
| Jim Redman        |        |        | 4×     | 2×     |        |       |       | 6      |
| Michael Doohan    |        | 5×     |        |        |        |       |       | 5      |
| Anton Mang        |        |        | 2×     | 3×     |        |       |       | 5      |
| Jorge Lorenzo     | 3×     |        |        | 2×     |        |       |       | 5      |
| Hugh Anderson     |        |        |        |        | 2×     |       | 2×    | 4      |
| Kork Ballington   |        |        | 2×     | 2×     |        |       |       | 4      |
| Max Biaggi        |        |        |        | 4×     |        |       |       | 4      |
| Stefan Dörflinger |        |        |        |        |        | 2×    | 2×    | 4      |
| Eddie Lawson      |        | 4×     |        |        |        |       |       | 4      |
| Jorge Martínez    |        |        |        |        | 1×     | 3×    |       | 4      |
| Walter Villa      |        |        | 1×     | 3×     |        |       |       | 4      |

### Podle národnosti (1949–2016)
| Stát                   | 500 cm³ /MotoGP | 350 cm³ | 250 cm³ /Moto2 | 125 cm³ | 50 cm³ /80 cm³ | Celkem |
| ---------------------- | --------------- | ------- | -------------- | ------- | -------------- | ------ |
| Itálie                 | 20              | 8       | 22             | 23      | 2              | 75     |
| Španělsko              | 7               |         | 10             | 17      | 12             | 46     |
| Velká Británie         | 17              | 13      | 9              | 5       | 1              | 45     |
| Německo                |                 | 2       | 8              | 4       | 4              | 18     |
| USA                    | 15              |         | 2              |         |                | 17     |
| Austrálie              | 8               | 1       | 1              | 3       | 2              | 15     |
| Zimbabwe dříve Rodézie | 1               | 5       | 2              |         |                | 8      |
| Švýcarsko              |                 |         |                | 4       | 4              | 8      |
| Japonsko               |                 | 1       | 3              | 4       |                | 8      |
| Francie                | 1               |         | 5              | 2       |                | 8      |
| Jižní Afrika           |                 | 3       | 2              | 1       |                | 6      |
| Venezuela              |                 | 1       | 2              |         |                | 3      |
| Nizozemsko             |                 |         |                |         | 3              | 3      |
| San Marino             |                 |         | 1              | 1       |                | 2      |
| Švédsko                |                 |         |                | 2       |                | 2      |
| Finsko                 |                 |         | 1              |         |                | 1      |
| Rakousko               |                 |         |                | 1       |                | 1      |
| Maďarsko               |                 |         |                | 1       |                | 1      |
| Celkem                 | 68              | 34      | 68             | 68      | 30             | 268    |

### Bodování závodů
Bodování je stejné pro všechny kategorie.
| Pozice | 1  | 2  | 3  | 4  | 5  | 6  | 7 | 8 | 9 | 10 | 11 | 12 | 13 | 14 | 15 |
| Body   | 25 | 20 | 16 | 13 | 11 | 10 | 9 | 8 | 7 | 6  | 5  | 4  | 3  | 2  | 1  |